# Frank Kriz
Frank Josef Kriz (ur. 26 marca 1894 w Nowym Jorku, zm. 11 stycznia 1955 tamże) – amerykański gimnastyk, medalista olimpijski z Paryża.
Ponadto uczestniczył, bez sukcesów, w igrzyskach w Antwerpii i Amsterdamie.